# Prawa człowieka w Południowej Afryce
Prawa człowieka w Południowej Afryce są chronione zgodnie z konstytucją tego kraju.

## Naruszenia praw człowieka
W 2009 r. Raport Departamentu Stanów Zjednoczonych wykazał, że rząd tolerował nadużycia siły przez organy ścigania w postępowaniu sądowym tudzież dyskryminację.

### Represje polityczne
Południowa Afryka ma liberalną konstytucję, która chroni wszystkie podstawowe swobody polityczne. Jednak odnotowano wiele przypadków represji politycznych i gróźb wobec opozycji, stanowiących naruszenie konstytucji. Niektórzy analitycy i organizacje pozarządowe zajmujące się sprawami społeczeństwa obywatelskiego, dochodziły do wniosku że może to oznaczać początek nowej epoki represji politycznych, lub obniżenia poziomu tolerancji i wolności dyskursu w tym kraju. Wedle organizacji Human Rights Watch miały miejsce w tym kraju próby ograniczania wolności słowa.

### Naruszenia praw przez policję
Tortury i nieludzkie traktowanie są na porządku dziennym w Południowej Afryki. Policja regularnie stosowała niedozwolone metody przesłuchań, takie jak bicie, rażenie zatrzymanych prądem. Służby bezpieczeństwa dopuszczały się m.in. używania elektrowstrząsów jako tortur. Na szczególne niebezpieczeństwo niehumanitarnego traktowania narażeni byli imigranci. W samym tylko 2010 roku zanotowano 97 przypadków śmierci aresztowanych z powodu stosowania tortur i nieludzkiego traktowania, jak również 860 w efekcie interwencji policji wobec osób na wolności. Warunki w więzieniach i miejscach zatrzymań nie spełniały minimalnych międzynarodowych standardów, więźniowie doświadczali skrajnie wysokiego przeludnienia, ciągłej przemocy zarówno ze strony współosadzonych, jak i strażników. Państwo ratyfikowało Konwencję Przeciw Torturom, ale bez Protokołu Dodatkowego.

### Przemoc ze względu na płeć i orientację seksualną oraz ochrona praw
Przemoc wobec kobiet miała w RPA charakter masowy. W samym 2010 roku miało miejsce ponad 60 000 przypadków gwałtów i przemocy w rodzinie, które nie spotkały się z adekwatną reakcją państwa. Według raportu Action Aid prawie co druga kobieta w tym kraju była, jest lub będzie przynajmniej raz zgwałcona w ciągu swojego życia, zwłaszcza dotyczy to ubogich kobiet żyjących w okręgach Johannesburga i Kapsztadu. Południowa Afryka uważana jest za kraj tolerancyjny wobec mniejszości seksualnych, w którym osoby homoseksualne mogą liczyć na wsparcie nawet ze strony religijnych przywódców, takich jak arcybiskup Desmond Tutu. Kraj nie jest jednak w zupełności wolny od homofobii, jednym z najczęstszych przestępstw przeciwko osobom homoseksualnym w tym kraju były tzw. gwałty korekcyjne, dokonywane na lesbijkach przez mężczyzn nieakceptujących ich stylu życia. Miałoby to służyć ich „wyleczeniu”. Cały czas praktykowane było zmuszanie kobiet do małżeństw przez rodziny (ukuthwala) i tradycyjne testy na dziewictwo.
Od 1996 roku orientacja seksualna jest jedną z kategorii chronionych przed dyskryminacją w konstytucji kraju. Południowa Afryka jest pierwszym krajem na świecie, który zawarł taki przepis w swojej konstytucji. Przepisy chroniące przed dyskryminacją na podstawie orientacji seksualnej w miejscu pracy pojawiły się w prawodawstwie państwa w 1998 roku, a w pozostałych kategoriach życia w 2001 roku. Od 2006 roku małżeństwa osób tej samej płci są w Południowej Afryce legalne. Kraj ten był piątym na świecie państwem i pierwszym w Afryce, które zalegalizowało małżeństwa homoseksualne. Ustawa je legalizująca została uchwalona przez Zgromadzenie Narodowe w dniu 14 listopada 2006 roku. Geje, lesbijki i biseksualiści nie są wykluczeni ze służby wojskowej z powodu swojej orientacji seksualnej.

### Opieka społeczna
Od 2021 roku około 30% mieszkańców Republiki Południowej Afryki (18 milionów z 60 milionów populacji kraju) otrzymywało zasiłki rządowe. Liczba ta gwałtownie wzrosła podczas pandemii koronawirusa; w październiku 2020 roku ponad 70% mieszkańców RPA żyło w gospodarstwie domowym korzystającym z pomocy rządowej.
Południowoafrykańska Agencja Ubezpieczeń Społecznych (SASSA) odgrywa kluczową rolę w zarządzaniu i dystrybucji tych zasiłków. Wraz z rozszerzeniem programów pomocy rządowej, które wspierają miliony mieszkańców Republiki Południowej Afryki, wzrosła liczba wniosków oraz wyzwań związanych z administracją zasiłków. Aby rozwiązać te problemy, obywatele mają prawo odwoływać się od decyzji dotyczących ich wniosków o zasiłki, jeśli uważają, że zostały one niesłusznie odrzucone.
„Biała Księga o Opiece Społecznej” z 1997 roku określa politykę społeczną RPA. Dokument ten kładzie nacisk na zapewnienie mieszkańcom RPA możliwości zwiększenia autonomii. Na przykład Biała Księga przewiduje realizację projektów robót publicznych. Podkreśla również znaczenie organizacji pozarządowych i religijnych w świadczeniu pomocy społecznej. Dodatkowo Biała Księga kładzie nacisk na wsparcie rządu dla rodzin, choć zawiera stosunkowo mniej przepisów dotyczących osób starszych. Rząd oczekuje, że rodziny będą odpowiedzialne za opiekę nad starszymi krewnymi, częściowo ze względu na wartości kulturowe.
Biała Księga obejmuje także zasiłki na dzieci i unika stereotypów dotyczących ról płciowych w rodzinie. Na przykład nie określa wyraźnie mężczyzny jako „żywiciela rodziny”. Pomimo tych wysiłków, nierówności rasowe w miastach Republiki Południowej Afryki nadal są widoczne, mimo że kraj ten dawno zakończył apartheid. Wielu czarnoskórych mieszkańców RPA wciąż zmaga się z podstawowymi potrzebami, takimi jak mieszkanie, żyjąc w słabo utrzymanych dzielnicach, podczas gdy wielu białych mieszkańców miast mieszka w strzeżonych osiedlach z dużą obecnością prywatnej ochrony.
Portal Sowetan Live niedawno poinformował, że „...miasto rzeczywiście przyczyniło się do” budowy „4 000 mieszkań socjalnych w 11 dzielnicach”, podczas gdy ponad 350 000 mieszkańców nadal potrzebuje natychmiastowej pomocy mieszkaniowej.

### Ksenofobia
Choć polityka apartheidu po 1994 roku stała się w tym kraju historią, to nieprzerwanie miały miejsce naruszenia praw człowieka obcokrajowców migrujących do Południowej Afryki i osiedlających się w tym kraju. Dochodziło do niszczenia własności i ograbiania sklepów w zamieszkach skierowanych przeciw ludziom innych narodowości. Odnotowano zorganizowaną przemoc wobec imigrantów ze strony południowoafrykańskiego rządu zwłaszcza podczas mistrzostw świata w piłce nożnej, gdy tysiące ludzi zmuszono do przeniesienia się w inne miejsce zamieszkania. W 2009 roku dochodziło do masowych deportacji obywateli Zimbabwe szukających schronienia, pracy i lepszych warunków życia w Południowej Afryce, zostały one jednak częściowo wstrzymane przez Ministerstwo Spraw Wewnętrznych w drugiej połowie 2010 roku.